# Doyle Bramhall II
Doyle Bramhall II (* 24. Dezember 1968 in Austin, Texas) ist ein amerikanischer Rock-Gitarrist, Songwriter und Produzent.

## Leben
Als Sohn des Bluesrockmusikers Doyle Bramhall kam er früh mit Musik in Kontakt. Mit 16 Jahren tourte er mit der Band The Fabulous Thunderbirds. Diese war die Begleitband von Kim Wilson. Gitarrist dieser Band war Jimmy Vaughan, der bereits öfter mit Bramhalls Vater zusammengearbeitet hatte. Kurz darauf gründete Bramhall mit dem Gitarristen Charlie Sexton die Band Arc Angels, deren Rhythmusgruppe aus Tommy Shannon und Chris Layton bestand. Beide Musiker waren bereits unter dem Namen Double Trouble bekannt als Begleitband von Stevie Ray Vaughan. Nachdem Bramhall Mitte der 1990er Jahre sein erstes Soloalbum veröffentlicht hatte, bekam er von prominenten Rockmusikern wie Roger Waters und Eric Clapton Angebote für Tourneen und Aufnahmen. 2001 erschien sein drittes Soloalbum, das er zusammen mit seiner Band Smokestack veröffentlichte und an dem auch Craig Ross beteiligt war. Seither wirkt er an vielen Produktionen prominenter Musiker mit und ist in der Begleitband von Eric Clapton aktiv.
Bramhall war seit dem 16. August 1997 mit der Sängerin Susannah Melvoin verheiratet. Das Paar bekam am 21. April 2001 eine Tochter. Nach dem Zerbrechen der Ehe hatte Bramhall 2011 eine Beziehung mit der Sängerin Sheryl Crow, die jedoch nach einigen Monaten auseinanderging. Seit Winter 2012 ist er mit der Schauspielerin Renée Zellweger liiert.

## Diskografie

### Mit Arc Angels
- Arc Angels (1992)
- Living in a Dream (2009)

### Soloalben
- Doyle Bramhall II (1996)
- Jellycream (1999)
- Welcome mit Smokestack (2001)
- Rich Man (2016)
- Shades (2018)

### Gastbeiträge
- Bird Nest on the Ground von Doyle Bramhall (1994)
- Bitter von Meshell Ndegeocello (1999)
- Riding with the King von Eric Clapton und B. B. King (2000)
- In the Flesh Live von Roger Waters (2000)
- The Well von Jennifer Warnes (2001)
- Reptile von Eric Clapton (2001)
- Been a Long Time von Double Trouble (2001)
- C'mon, C'mon von Sheryl Crow (2002)
- To Whom It May Concern von Lisa Marie Presley (2003)
- Reflections von B. B. King (2003)
- Dream Factor von Jack Casady (2003)
- A Touch of Blue von David Cassidy (2003)
- Sessions for Robert J von Eric Clapton (2004)
- Me and Mr. Johnson von Eric Clapton (2004)
- Hope and Desire  von Susan Tedeschi (2005)
- Fires von Nerina Pallot (2005)
- Back Home von Eric Clapton (2005)
- The Road to Escondido von Eric Clapton und J. J. Cale (2006)
- Le coeur d'un homme von Johnny Hallyday (2007)
- Soul Speak von Michael McDonald (2008)
- Sex and Gasoline von Rodney Crowell (2008)
- Last Days at the Lodge von Amos Lee (2008)
- Home for Christmas von Sheryl Crow (2008)
- Detours von Sheryl Crow (2008)
- Back to the River von Susan Tedeschi (2008)
- Listen to Jeff, Eric! von Eric Clapton und Jeff Beck (2009)
- The Distance von Taylor Hicks (2009)
- Holy Smoke von Gin Wigmore (2009)
- Already Free von The Derek Trucks Band (2009)
- The Union von Leon Russell und Elton John (2010)
- Clapton von Eric Clapton (2010)
- 100 Miles from Memphis von Sheryl Crow (2010)
- Low Country Blues von Gregg Allman (2011)
- Ladies And Gentlemen… Mr. B.B. King von B. B. King (2012)
- Heroes von Willie Nelson (2012)
- Old Sock von Eric Clapton (2013)
- Made Up Mind von Tedeschi Trucks Band (2013)